# トリクル充電
トリクル充電（とりくるじゅうでん） は二次電池の自然放電を補うために、絶えず微小電流により充電する方法である。

## 目的
二次電池は一次電池と比較すると自然放電が大きく、満充電状態でも、長期間保管すると使用する際には蓄えられた電気量が減っているため、定格の性能が発揮出来ない、または使用できない場合がある。これら問題を回避するため、自然放電を補う充電を行う仕掛けの一つとしてトリクル充電を用いる。
停電時の備えとして二次電池（蓄電池）を利用する場合、通常は機器を商用電源で稼働させる一方で二次電池を機器から切り離し、微小な電流を流して満充電状態を維持する。そして、商用電源が停電で途絶えた場合には、満充電の二次電池を機器に接続して停電下でも継続して機器を運用できるようにする。
無停電電源装置や非常用電源として二次電池を使用する場合、いつ停電が発生しても対応できるよう、常に満充電に保っておく必要がある。また、ノートパソコンでも、通常は商用電源に繋いで機器を稼働させつつトリクル充電を行い、屋外に持ち出す際には満充電の二次電池で稼働させる運用を行う。ただしノートパソコン等に多く使われているリチウムイオン二次電池はあまり使用せずに100%の充電状態が続くと、劣化を早める場合があるため、注意が必要である。対象のバッテリーがトリクル充電に適しているかを確認する必要がある。
鉛蓄電池は、放電が進行した状態で放置すると、サルフェーションと呼ばれる現象によって性能が著しく低下し、最悪の場合は使用不能の状況となる。それらを防ぐために、トリクル充電を行っておけば、電池の劣化を防止し寿命が長くなる（性能低下を防ぐことができる）ので、高信頼性を要求される用途ではそれらを考慮した設計が行われる。
通常の使用においても、急を要しない限りはトリクル充電によって緩やかに充電する方が電池の寿命を長くすることができ、かつ、急速充電よりも溜められる電気の量は多い。一方でトリクル充電では外部から供給された電力に対して電池の内部で自己発熱により消費（無駄）される電力が大きいので、全体の消費電力は、通常の充電方法よりも大きくなる。

## 方法
電池の電極に公称電圧より少し高い電圧を加え、定電圧で充電することが多い。満充電に近付くと自然に充電電流が減少し、過充電を防ぐ効果がある。充電電圧は過充電を防ぐよう適切に設定するか、電流制限回路を設け、過大電流による電池寿命短縮を防ぐ。
変わった用途として、表示灯や防犯装置など、電源の確保が困難かつ消費電力が少ない場所において、太陽電池を用いてトリクル充電を行うことがある。